# Uduba lehibekokoa
Uduba lehibekokoa is een spinnensoort uit de familie Udubidae. De soort komt voor in Madagaskar.